# Utricularia nervosa
Utricularia nervosa  es una especie botánica de planta carnívora terrestre, de la  familia de las Lentibulariaceae). 

## Distribución
Es endémica de Sudamérica en Argentina, Brasil, Colombia, Paraguay, Venezuela. Prospera entre 0-500 m s. n. m.

## Taxonomía
Utricularia nervosa fue descrita  por Weber ex Benj. y publicado en Flora Brasiliensis 10: 247. 1847.
Etimología
Utricularia: nombre genérico que deriva de la palabra latina utriculus, lo que significa "pequeña botella o frasco de cuero".
nervosa: epíteto latino que significa "venosa".
Sinonimia
- Utricularia dissectifolia Merl ex Luetzelb.
- Utricularia flaccida A. DC.[5]